# 718 Erida
718 Erida este un asteroid din centura principală, descoperit pe 29 septembrie 1911, de Johann Palisa.